# Trichoptilium incisum
 Trichoptilium incisum  A.Gray, 1859 è una specie di piante angiosperme dicotiledoni della famiglia delle Asteraceae, sottofamiglia Asteroideae, tribù Helenieae e sottotribù Psathyrotinae.  Trichoptilium incisum è anche l'unica specie del genere  Trichoptilium  A.Gray, 1859.

## Etimologia
Il nome generico (Trichoptilium) deriva da due parole della lingua greca antica "trichos" (= capello) e "ptilon" (= piuma) e si riferisce alle setole del pappo.  L'epiteto specifico ( incisum) è Ligua latinalatino e indica un profondo taglio (probabilmente delle foglie).
Il nome scientifico della specie è stato definito dal botanico Asa Gray (1810-1888) nella pubblicazione " Report on the United States and Mexican Boundary Survey, Made Under the Direction of the Secretary of the Interior, by William H. Emory. Volume 2, Botany" ( Rep. U.S. Mex. Bound., Bot. [Emory] 97) del 1859. Il nome scientifico del genere è stato definito nella stessa pubblicazione.

## Descrizione

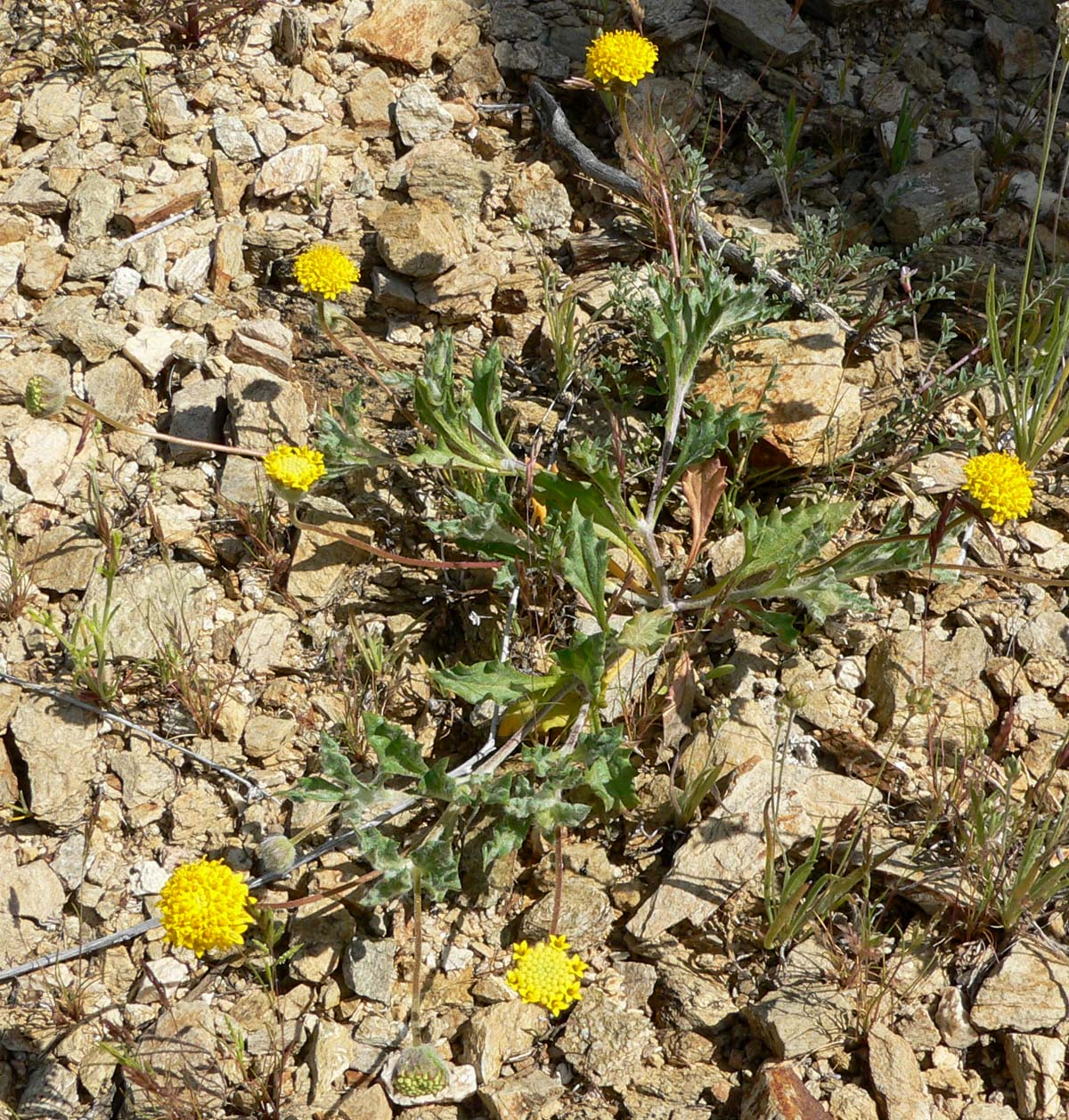
Il portamento
Trichoptilium incisum

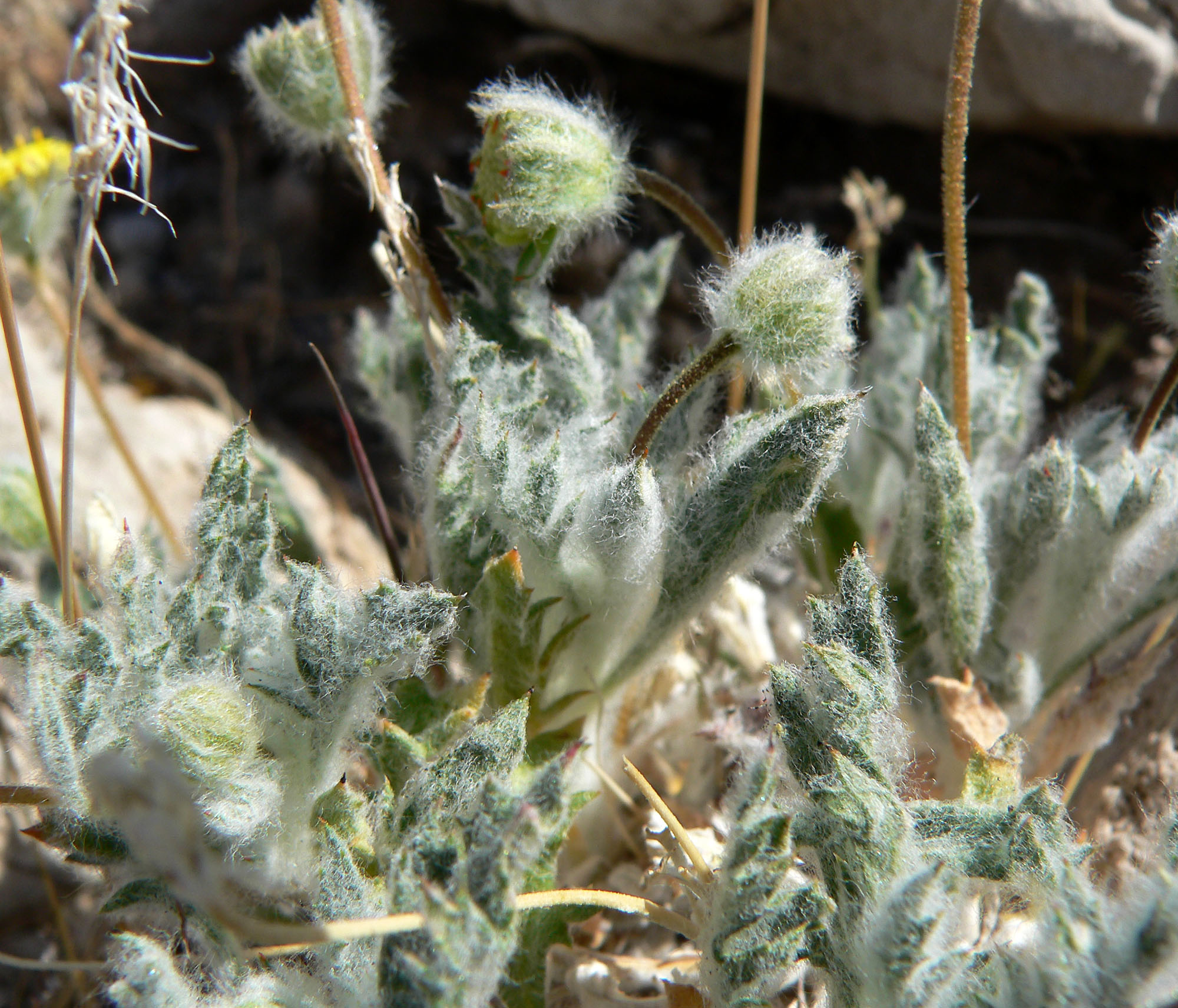
Le foglie
Trichoptilium incisum

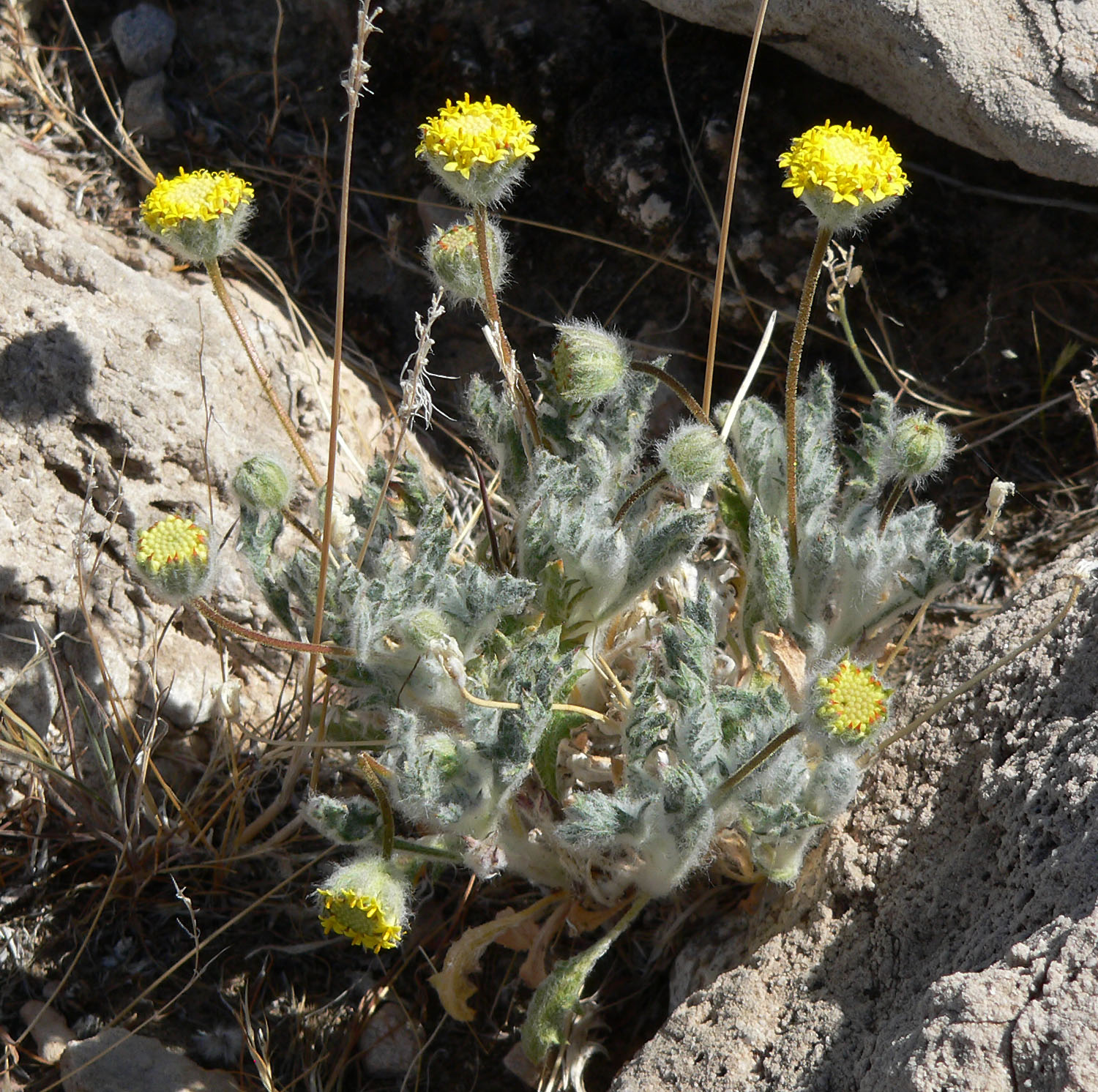
Infiorescenza
Trichoptilium incisum

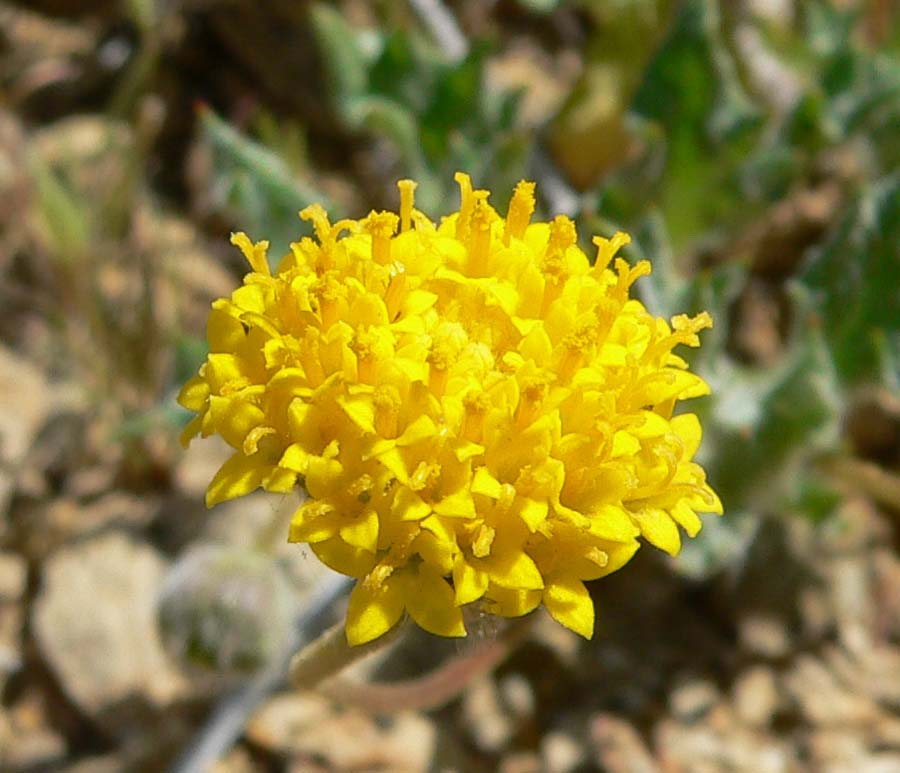
I fiori
Trichoptilium incisum

Portamento. La specie di questa voce ha un portamento erbaceo con un ciclo biologico annuale o perenne. Sono inoltre piante senza lattice.
Fusto. La parte aerea in genere è eretta o prostrata, semplice o ramosa. La ramificazione è dicotomica. Altezza media: 3-30 cm.
Foglie. Le foglie, sia basali che cauline, sono brevemente picciolate; quelle cauline sono disposte sia in modo sub-alternato che in modo opposto. La lamina è oblanceolata (o spatolata o ovata) con base attenuata. I margini sono dentati (anche. La superficie è lanosa o tomentosa e punteggiata di ghiandole.
Infiorescenza. Le sinflorescenze sono formate da due rami fioriferi opposti e uno centrale più breve (infiorescenza bipara o dicasio); il capolino si trova in cima al ramo centrale. Le infiorescenze vere e proprie sono composte da un capolino di tipo discoide. I capolini sono formati da un involucro, con forme da cilindriche a campanulate, composto da diverse brattee, al cui interno un ricettacolo fa da base ai fiori di due tipi: fiori del raggio (qui assenti) e fiori del disco. L'involucro ha una forma emisferica, campanulata o cilindrica. Le brattee, da 18 a 25, possono essere sia persistenti che decidue; sono disposte su due serie; la forma è da lineare a lanceolata, ma anche obovata o spatolata. Il ricettacolo varia da piatto a convesso ed è privo di pagliette a protezione della base dei fiori. Diametro degli involucri: 6-12 mm.
Fiori.  I fiori sono tetra-ciclici (formati cioè da 4 verticilli: calice – corolla – androceo – gineceo) e pentameri (calice e corolla formati da 5 elementi). Si distinguono in:
- fiori del raggio (esterni): in genere sono assenti;
- fiori del disco (centrali): sono numerosi (da 30 a 100) con forme brevemente tubulose (attinomorfe); sono ermafroditi.

- Formula fiorale:

*/x K {\displaystyle \infty }, [C (5), A (5)], G 2 (infero), achenio 
- Calice: i sepali del calice sono ridotti ad una coroncina di squame.

- Corolla: (solo fiori del disco) il colore della corolla è giallo con il tubo molto più breve della gola (cilindrica quest'ultima). I lobi in tutto sono 5, eretti e a forma deltata o ovata e senza cellule sclerificate.

- Androceo: l'androceo è formato da 5 stami sorretti da filamenti generalmente liberi; gli stami sono connati e formano un manicotto circondante lo stilo; le teche, produttrici del polline, alla base sono codate. Le appendici delle antere sonoe ovate con cellule per lo più sclerificate. Il tessuto endoteciale, rivestimento interno dell'antera, è quasi sempre polarizzato con due superfici distinte: una verso l'esterno e una verso l'interno. Il polline è sferico con un diametro medio di circa 25 micron;  è tricolporato con tre aperture sia di tipo a fessura che tipo isodiametrica o poro ed è echinato con punte sporgenti e divergenti.

- Gineceo: l'ovario è infero uniloculare formato da 2 carpelli. Lo stilo, il recettore del polline, è profondamente bifido con due stigmi divergenti e con le linee stigmatiche marginali separate e parallele. I due bracci dello stilo hanno una forma ottusa.

Frutti. I frutti sono degli acheni con pappo. L'achenio ha una forma variabile da cilindrico-fusiforme a obpiramidale con superficie sericea. Il pappo è composto da diverse setole libere o connate in 5-6 discrete scaglie.

## Biologia
Impollinazione: l'impollinazione avviene tramite insetti (impollinazione entomogama tramite farfalle diurne e notturne).

Riproduzione: la fecondazione avviene fondamentalmente tramite l'impollinazione dei fiori (vedi sopra).

Dispersione: i semi (gli acheni) cadendo a terra sono successivamente dispersi soprattutto da insetti tipo formiche (disseminazione mirmecoria). In questo tipo di piante avviene anche un altro tipo di dispersione: zoocoria. Infatti gli uncini delle brattee dell'involucro (se presenti) si agganciano ai peli degli animali di passaggio disperdendo così anche su lunghe distanze i semi della pianta. Inoltre per merito del pappo (se presente) il vento può trasportare i semi anche a distanza di alcuni chilometri (disseminazione anemocora).

## Distribuzione e habitat
La specie di questa voce è distribuita in Arizona, California, Messico del nord-ovest e Nevada.

## Sistematica
La famiglia di appartenenza di questa voce (Asteraceae o Compositae, nomen conservandum) probabilmente originaria del Sud America, è la più numerosa del mondo vegetale, comprende oltre 23.000 specie distribuite su 1.535 generi, oppure 22.750 specie e 1.530 generi secondo altre fonti (una delle checklist più aggiornata elenca fino a 1.679 generi). La famiglia attualmente (2021) è divisa in 16 sottofamiglie; la sottofamiglia Asteroideae è una di queste e rappresenta l'evoluzione più recente di tutta la famiglia.

### Filogenesi
La tribù di questa voce (Helenieae) è una delle 21 tribù della sottofamiglia Asteroideae). Da un punto di vista filogenetico, Helenieae, all'interno della sottofamiglia, fa parte del gruppo "Helianthodae" (o anche “Heliantheae Alliance”).
Nell'ambito della tribù le Psathyrotinae occupano, da un punto di vista evolutivo, una posizione abbastanza centrale. Il pappo formato da setole qualche volta connate alla base è un carattere distintivo del gruppo. Nella sottotribù,  Trichoptilium si trova da un punto di vista filogenetico nel "core" del gruppo e insieme al genere Psathyrotes forma un "gruppo fratello".
I caratteri distintivi della specie  Trichoptilium incisum sono:
- le foglie hanno delle lamine deltate, ovate o rombiche, variamente lobate (ma non trilobate);
- i capolini sono solitari e si trovano al centro di ramificazioni dicotome;
- il pappo è formato da setole fuse alla base in 5 distinte scaglie.

Il numero cromosomico delle specie di questo genere è: 2n = 26.

### Sinonimi
Sono elencati alcuni sinonimi per questa entità:
- Psathyrotes incisa A.Gray